# ليبريا (مرسية)
بلدية ليبريا (بالإسبانية: Librilla) هي بلدية تقع في منطقة مرسية جنوب شرق إسبانيا.

## الديموغرافيا
بلغ عدد سكان بلدية ليبريا 4.614 نسمة عام 2011 (وفقاً للمعهد الوطني الإسباني للإحصاء).
| 3.759 | 3.873 | 3.997 | 4.160 | 4.378 | 4.534 | 4.614 |